# Тактическое ядерное оружие

Количество ядерных боеголовок у СССР/России и США (включая тактическое ядерное оружие)

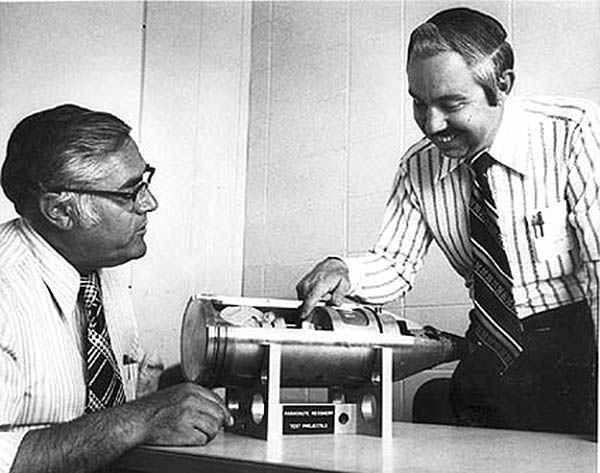
Макет 155-мм ядерного снаряда W48 с тротиловым эквивалентом
72 тонны (0,072 килотонны)

Тактическое ядерное оружие (ТЯО), или нестратегическое ядерное оружие (НСЯО) — тактические ядерные боеприпасы для поражения крупных целей и скоплений сил противника на фронте и в ближайших тылах.
В отличие от стратегического ядерного оружия, тротиловый эквивалент тактических боезарядов обычно не превышает нескольких тысяч тонн (килотонн), часто меньше одной килотонны. Однако однозначного определения тактического ядерного оружия, отделяющего его от стратегического, нет. ТЯО может существовать в виде весьма широкой номенклатуры боеприпасов — авиационных бомб, головных частей ракет (оперативно-тактического и тактического класса), артиллерийских снарядов, мин, глубинных бомб, торпед и т. д. Тактическое ядерное оружие имеется на вооружении у всех ядерных держав, кроме Великобритании, которая оставила ядерное оружие только стратегического класса (хотя в прошлом ТЯО имелось и у неё). 

## История
Первоначально ядерное оружие представлялось средством исключительно стратегического применения, что обусловливалось как его исключительной мощностью, так и техническими ограничениями ранних атомных боеприпасов. Однако ещё в 1945 году военные США начали рассматривать возможности применения разрушительной мощи ядерного оружия для решения тактических задач, например, прорыва укреплённой обороны противника. Подавление такой обороны обычными боеприпасами требовало длительной артиллерийской подготовки (иногда длившейся целыми днями), которая выдавала неприятелю место готовящейся атаки и позволяла ему заранее сосредоточить резервы для противодействия. Применение же ядерного оружия позволяло одним внезапным ударом разрушить целый сектор обороны противника и немедленно перейти к наступлению, полностью застав врага врасплох.
В ходе планирования предполагавшейся высадки в Японии американские военные предлагали использовать ядерные бомбы в тактических целях для быстрого уничтожения японской обороны на предполагавшихся плацдармах. Вторая Мировая война завершилась раньше, чем эти планы могли быть воплощены. В 1946 году американцы провели серию ядерных испытаний «Crossroads», направленную на изучение вопроса применения ядерного оружия против военных кораблей; по результатам этой операции были сделаны ценные выводы о необходимости обеспечения противоатомной защиты и дезактивации боевых единиц для противодействия возможным ядерным ударам. В дальнейшем была проведена серия учений с применением ядерного оружия, в том числе с учебными марш-бросками через область, подвергшуюся ядерному удару, с подрывом настоящего ядерного заряда. Целью этих испытаний было отработать тактику действий в условиях применения ядерного оружия и ознакомить солдат с его поражающим эффектом.
В СССР первое ядерное испытание было проведено в 1949 году; в ходе него изучались вопросы действия ядерного оружия на военную технику и оборонительные сооружения. Первые масштабные учения с подрывом настоящего ядерного заряда были проведены на Тоцком полигоне в 1954 году.

### Тактическое ядерное оружие в США
Военные США уделяли значительное внимание тактическому ядерному оружию, считая его эффективным способом нивелировать значительное численное превосходство вооружённых сил ОВД на европейском театре военных действий. Поскольку основная часть мобилизационного потенциала армии США находилась за Атлантикой, американские военные исходили из того, что в случае любого конфликта с участием СССР таковой будет обладать значительным исходным перевесом в континентальной Европе, которое попытается реализовать с целью достигнуть стратегических успехов на европейском театре до того, как европейские армии будут полностью мобилизованы, а американская — переброшена через океан.
Эффективным способом нивелировать начальное советское превосходство в 1950-х годах виделось тактическое ядерное оружие, которое могло бы применяться как для срыва наступлений противника, так и для быстрого прорыва фронта и тактических контрнаступлений. В 1950-х годах США располагали значительным количественным и качественным превосходством в ядерном арсенале. Массовое развёртывание оснащённых тактическим ядерным оружием частей, требующих относительно небольшой численности персонала, рассматривалось как существенно более дешёвое решение, чем оборона Европы при помощи только конвенционных вооружённых сил.
Для применения непосредственно вблизи поля боя армией, ВВС и ВМФ США в начале 1950-х годов были созданы первые образцы тактических атомных бомб (способных доставляться к цели авиацией поля боя), тактических ракет с ядерными боевыми частями и атомных артиллерийских снарядов. Особое внимание уделялось небольшим габаритам, простоте обслуживания и высокой точности применения, позволявшей задействовать подобное оружие вблизи линии фронта без риска для своих войск. Ряд крупномасштабных военных учений с подрывом реальных ядерных боеприпасов был проведён для того, чтобы изучить влияние поражающих факторов ядерного оружия, его действие на войска, проблемы преодоления заражённого пространства. На основании этих данных были разработаны тактические схемы и приёмы, позволявшие добиться максимально эффективного взаимодействия между тактическим ядерным оружием и обычными войсками.
В середине 1950-х годов миниатюризация ядерных боезарядов позволила использовать их как боеголовки ракет «земля-воздух» и «воздух-воздух». Применение ядерных зарядов на ракетах такого типа позволяло эффективно компенсировать несовершенство систем наведения того времени и добиться значительной эффективности таковых боеприпасов. В это же время для флота США были созданы образцы ядерных глубинных бомб и ядерных торпед для эффективного поражения подводных лодок.
На рубеже 1960-х годов американские вооружённые силы располагали наиболее крупным арсеналом тактического ядерного оружия в мире, что обеспечивало им эффективный паритет с любым потенциальным противником. Дальнейшее развитие теории ядерного оружия позволило добиться ряда актуальных усовершенствований в области ядерных боеприпасов поля боя:
- Общая миниатюризация и повышение эффективности ядерных устройств привели к возможности создания артиллерийских снарядов для орудий обычного калибра, а не специализированных крупнокалиберных «атомных пушек», а также к созданию особо компактных ядерных устройств, переносимых вручную или же выстреливаемых из пехотных гранатомётов.
- Появилась возможность тщательной калибровки мощности ядерного заряда непосредственно на поле боя без необходимости создавать различные модели одного и того же боеприпаса с разной мощностью.
- Основным поражающим фактором для тактического ядерного оружия стало считаться нейтронное излучение, а не ударная волна. Это было связано во многом с широким распространением боевой техники, оснащённой противоатомной защитой, и оптимизацией тактики войск на поле боя.

В 1970-х годах с увеличением дальности и точности ракетного оружия границы между стратегическими и тактическими ракетами были в значительной степени размыты, что повлекло за собой рост международной напряжённости и в итоге — подписание между СССР и США соглашений о взаимном снятии с вооружения баллистических ракет малой и средней дальности вне зависимости от их предполагавшегося назначения. В период 1970—1980-х годов вооружёнными силами США был разработан ряд видов тактических ядерных боеприпасов для замены устаревших, предшествующих моделей. В целом в 1980-х годах в вооружённых силах США наметилось снижение интереса к тактическому ядерному оружию ввиду появления иных способов решения соответствующих тактических задач, в частности боеприпасов объёмного взрыва и кластерных боеприпасов.
После распада СССР в 1990-х годах арсенал тактического ядерного оружия США был значительно сокращён, в том числе была выведена половина тактических арсеналов США в Европе. Значительный прогресс в области систем связи и развитие высокоточного оружия сделали возможным решение задач на поле боя без применения ядерных боеприпасов. Были полностью сняты с вооружения и демонтированы все артиллерийские ядерные снаряды, боеголовки тактических ракет. В настоящее время американский арсенал тактического ядерного оружия поддерживается в первую очередь в виде свободнопадающих авиационных бомб, доставляемых тактической авиацией. Тактическое ядерное оружие более не является неотъемлемой частью американской боевой доктрины. Однако вооружённые силы США поддерживают значительный резерв снятых с вооружения средств доставки ядерных боевых блоков, которые могут быть в перспективе использованы для оснащения новых видов тактического вооружения.

### Тактическое ядерное оружие в СССР
Имея изначально меньшие ресурсы, СССР испытывал определённые трудности в создании тактического ядерного оружия, несмотря на понимание советским руководством его возможностей. Вплоть до конца 1950-х годов единственным типом тактического ядерного оружия в арсенале СССР были авиабомбы (первой из которых стала в 1954—1956 РДС-4). Ввиду отказа промышленности СССР от создания бомб «пушечного» типа, дорогих и неэффективных, но на тот момент более компактных, чем имплозионные, первые образцы советских ядерных артиллерийских снарядов имели слишком большие габариты около 400—410 миллиметров и на вооружение не поступили. Аналогичные проблемы имели место и при разработке боевых частей к зенитным и тактическим ракетам.
10 октября 1957 года прошли первые стрельбовые испытания советской торпеды с ядерным боевым зарядным отделением (БЗО). Торпеда 53-58, выпущенная с подводной лодки С-144 (капитан 1-го ранга Г. В. Лазарев) проекта 613, пройдя 10 километров, взорвалась на глубине 35 метров. Результатом её действия стало потопление половины из 10 кораблей, предназначенных для испытаний (двух эсминцев, двух подводных лодок и тральщика); остальные снизили боеспособность или не получили повреждений. Стало ясно, что новое оружие может определить результат не отдельного морского боя, а целой операции. Уже в 1958 году Военно-морской флот СССР принимает на вооружение торпеду 53-58 с ядерной боевой частью РДС-9. (До этого торпеда Т-5/53-58 испытывалась в 1955 году, будучи подвешенной под тральщиком).
В 1960-х годах СССР, успешно разрешив технологические проблемы, принял на вооружение широкую гамму различных тактических боеприпасов, включая артиллерийские снаряды к орудиям обычного калибра, боеголовки тактических и противовоздушных ракет, а также боевые части для противокорабельных крылатых ракет. К концу 1960-х годов тактический ядерный арсенал СССР занимал второе место в мире после американского. Дефицит информации по конкретным типам тактических ядерных боеприпасов не даёт установить точные характеристики и тенденции развития таковых. В доктрине СССР тактическое оружие занимало важное место как средство быстрого развития успеха наступательных операций и препятствования таковым со стороны противника.

### Тактическое ядерное оружие в других странах
По некоторым оценкам, Пакистан может разрабатывать тактическое ядерное оружие.

## Виды тактического ядерного оружия

### Авиационные бомбы
К тактическим обычно относятся авиационные ядерные бомбы, предназначенные для применения авиацией поля боя — истребителями-бомбардировщиками и фронтовыми бомбардировщиками — способными, в отличие от стратегической авиации, обеспечить сброс тактического ядерного оружия с высокой точностью, необходимой для применения вблизи линии фронта. Эквивалент тактических ядерных бомб как правило варьирует от килотонны и до сотен килотонн; однако известны тактические ядерные бомбы как субкилотонного, так и мегатонного эквивалента.
Наиболее массовым тактическим носителем является истребитель-бомбардировщик F-16 с радиусом действия 930 км, оснащённый одной авиабомбой B61.
На вооружении авианосного флота и авиации морской пехоты состоят штурмовики А-6Е с радиусом 1250 км, несущие на себе по 3 бомбы В-61, и многоцелевые самолёты F/А-18 с радиусом 850 км, оснащённые двумя такими же бомбами.
В 2014 году ВВС США испытали управляемую модификацию B61-12 ядерной бомбы B61, предназначенную для сброса с особой точностью и поражения хорошо защищённых объектов. Ожидается интеграция данного варианта на самолётах США и стран НАТО, в том числе F-16 A/B/C/D, PA-200 Tornado, F-15E, F-35B, LRS-B, B2-A. Модификации B61 могут относиться к стратегическому или тактическому вооружению.

### Артиллерийские снаряды
Ядерные артиллерийские снаряды появились в начале 1950-х годов как средство применения ядерного оружия с высокой точностью непосредственно на линии фронта. Авиация в то время не могла ещё обеспечить сброс ядерных бомб с достаточной точностью, чтобы применять их вблизи дружественных войск; ракетное оружие было ещё недостаточно надёжным и также имело неудовлетворительную точность. Проблема была решена путём создания ядерных боеприпасов, достаточно компактных для размещения в корпусе артиллерийского снаряда.
Первоначально орудия были специализированными крупнокалиберными системами. Однако к началу 1960-х годов удалось создать ядерные снаряды, применяемые артиллерией обычного калибра. Ядерные снаряды рассматривались как ценное дополнение к обычной артиллерии, способное качественно увеличить её возможности и эффективность действий против оборонительных порядков неприятеля, его войск и тыловых объектов, а также в контрбатарейной борьбе. Обычно ядерная артиллерия развёртывалась на дивизионном и полковом уровне; в 1961—1971 годах армия США создала тактическое ядерное оружие батальонного уровня в виде безоткатного орудия «Дэйви Кроккет», способного стрелять надкалиберным субкилотонным ядерным снарядом W54.

### Тактические ракеты
Ядерные боеголовки широко применялись для оснащения ракет «земля-земля» и «земля-воздух», в том числе и тактического применения. Первые образцы тактических баллистических и тактических крылатых ракет были созданы ещё в 1950-х годах; в дальнейшем именно оперативно-тактические ракеты составили основу арсенала тактического ядерного оружия. К их достоинствам относится высокая точность, мобильность и значительная дальность действия, позволяющая применять их как для поражения объектов на линии фронта, так и в ближнем тылу противника.
Проблемой тактического ракетного оружия является сложность его дифференциации от стратегического. Рост точности боеприпасов в 1970-х годах позволил применять в тактических целях как ОТРК, так и БРМД и даже БРСД.
В СССР с 1950-х годов и до 1980-х годов ядерными боевыми частями оснащались некоторые противокорабельные крылатые ракеты. В других странах разработки ядерных противокорабельных ракет предпринимались неоднократно, но по причинам в основном экономического характера не были доведены до практического результата.

### Зенитные ракеты и ракеты «воздух-воздух»
Тактическое ядерное оружие является также эффективным способом борьбы с самолётами и крылатыми ракетами противника. Значительный радиус поражения ядерной боеголовки компенсирует любой мыслимый промах, сводит на нет эффективность средств радиоэлектронной борьбы и позволяет уничтожить одним ударом несколько самолётов в плотном построении. Первым в мире зенитным ядерным комплексом стал американский MIM-14 Nike-Hercules; в дальнейшем подобные виды боеприпаса были созданы и в СССР. Ядерные боевые части использовались также корабельными зенитными ракетами, в основном как средство гарантированного поражения сверхзвуковых противокорабельных ракет.
В 1950-х годах в США также были созданы образцы атомных ракет «воздух-воздух». Компактные системы наведения, необходимые для создания управляемых ракет класса «воздух-воздух», в то время были ещё недостаточно надёжны, и инженеры рассчитывали компенсировать ошибки наведения применением ядерной боеголовки. Два образца такого оружия — неуправляемая ракета AIR-2 Genie и управляемая ракета AIM-26 Falcon — были приняты на вооружение. Вторая находилась на вооружении недолго, но первая оставалась в арсенале до 1994 года.

### Противоракеты
Ядерные боеголовки на противоракетах рассматривались изначально как эффективное средство перехвата боевых частей баллистических ракет противника. Так как точность электронной аппаратуры 1950—1970-х годов не позволяла гарантировать прямого попадания в боеголовку баллистической ракеты, ядерная боевая часть с её обширным радиусом поражения была единственным надёжным способом перехвата баллистической цели.
Так как перехват баллистических ракет предполагался за пределами атмосферы, то основным поражающим фактором должен был стать нейтронный поток. Нейтронное излучение от детонации боеголовки противоракеты пронизывало боеголовку ракеты противника, выводя из строя электронную аппаратуру и нагревая ядерное топливо внутри до разрушения. В дальнейшем были созданы термоядерные боевые части с увеличенным выходом рентгеновского излучения, которое испаряло и разрушало саму конструкцию боеголовки противника.
В настоящее время ядерные боевые части на противоракетах не считаются перспективными. Развитие электроники позволило обеспечить прямое попадание противоракетой в боеголовку противника. Кроме того, высотные ядерные взрывы противоракет создавали помехи своим же радарам, затрудняя последующие перехваты.

### Инженерные фугасы
В 1960-х годах как в США, так и в СССР был разработан ряд типов инженерных ядерных зарядов, предназначенных для закладки и последующего подрыва на позиции. Подобные заряды предполагалось использовать как в инженерных целях (как особо мощный эквивалент обычных инженерных зарядов), так и в боевых — в качестве своеобразных ядерных мин. Некоторые заряды такого типа были выполнены переносными и могли быть использованы специальными подразделениями для скрытного проведения диверсий в тылах противника.

### Подводные атомные заряды
Как США, так и СССР разработали значительное количество ядерных зарядов, приспособленных для подводного применения — в виде боевых частей торпед, глубинных бомб, якорных и донных мин, предназначенных для уничтожения кораблей и подводных лодок неприятеля.

## Проблема классификации
В настоящее время не существует однозначного и исчерпывающего определения, какое ядерное оружие следует считать тактическим. Чёткой границы между тактическим и стратегическим оружием нет, и отнесение ядерного оружия к одному или к другому виду может изменяться в зависимости от условий его применения. Делались[кем?] попытки классифицировать тактическое ядерное оружие по:
- Мощности — в целом тактическое ядерное оружие обычно менее мощное, чем стратегическое (что обусловлено возможностью применения вблизи линии фронта, то есть возле дружественных объектов). Однако, эта классификация не является исчерпывающей, так как большинство видов современного ядерного оружия имеют варьирующую мощность. Так, например, считающаяся тактической американская ядерная бомба B61 имеет эквивалент от 0,3 и до 340 килотонн — больше, чем считающаяся стратегической боеголовка W87.
- Носителям — предполагается, что тактическое ядерное оружие должно развёртываться на носителях, не предназначенных для действий на больших дистанциях порядка тысяч километров. Однако ввиду значительной унифицированности современных видов вооружений не существует принципиальных помех к установке тактических ядерных боеприпасов на стратегические носители — к примеру, подвески тактических ядерных бомб под стратегические бомбардировщики. Помимо этого, увеличение дальности действия тактической авиации, возможность дозаправки в воздухе и появление дальнобойных крылатых ракет, запускаемых с тактических самолётов, в значительной степени стёрли границу между стратегическими и тактическими носителями.
- Назначению — предполагается, что тактическое ядерное оружие предназначено для применения вблизи линии фронта и в ближнем тылу неприятеля, а стратегическое — для поражения глубокого тыла неприятеля. Однако формальное назначение не препятствует применению тактического оружия в стратегических целях (например, вооружение стратегического бомбардировщика тактическими бомбами), равно как и применению стратегического оружия в тактических целях (например, нанесение удара БРПЛ по важному прифронтовому аэродрому)
- Точности — для тактического ядерного оружия точность является ключевым параметром, так как такое оружие создаётся исходя из возможности применения его в непосредственной близости от своих войск. Для стратегического оружия эти требования, как правило, менее актуальны, так как стратегическое оружие применяется вдали от дружественных объектов. Однако общее повышение точности ядерного оружия в 1980-х привело к тому, что грань между тактическим и стратегическим практически стёрлась.

В связи с этим существуют затруднения в формировании международных соглашений о тактическом ядерном оружии, так как не вполне ясно, как точно определить таковое. Однозначно тактическим ядерным оружием могут считаться только ядерные противоракеты, не имеющие термозащитных обтекателей (то есть не способные к повторному входу в атмосферу) и ядерные глубинные бомбы, предназначенные для борьбы с подводными лодками.